# Emmesomyia similata
Emmesomyia similata är en tvåvingeart som beskrevs av Masayoshi Suwa 1991. Emmesomyia similata ingår i släktet Emmesomyia och familjen blomsterflugor. Inga underarter finns listade i Catalogue of Life.